# بلال الميغري
بلال الميغري  (8 يونيو 1990 المغرب) هو لاعب كرة قدم مغربي يلعب كمهاجم لعب سابقا لفريق أولمبيك خريبكة وهو يلعب حاليا لفريق الدفاع الحسني الجديدي ويحمل القميص رقم 11.

## روابط خارجية
- بلال الميغري على موقع قاعدة بيانات كرة القدم.إي يو (الإنجليزية)